# Programa Discovery

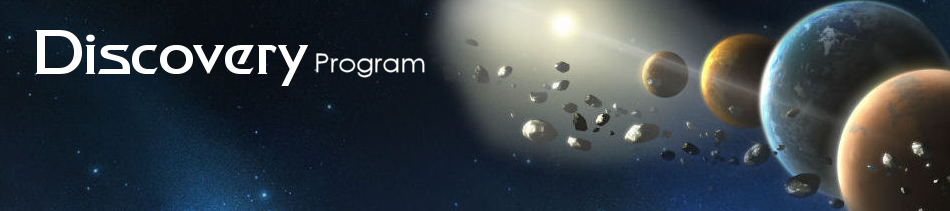
Cabeçalho do site do Programa Discovery (janeiro de 2016)

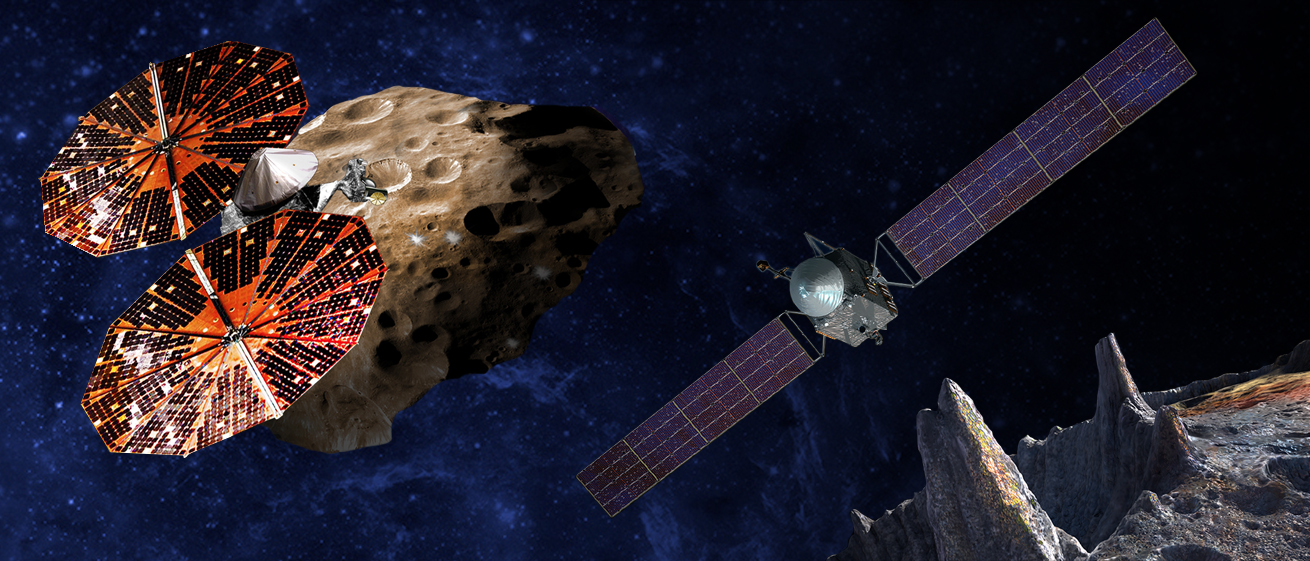
Representações das missões Lucy e Psyche

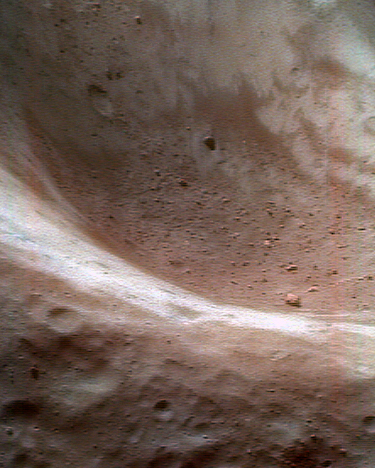
Regolito de asteroide Eros, conforme visto pela missão NEAR Shoemaker da Discovery

Programa Discovery (do inglês Discovery & New Frontiers Programs ou simplesmente Discovery Program), é uma série de missões de exploração do Sistema Solar financiadas pela Administração Nacional de Aeronáutica e Espaço dos Estados Unidos (NASA) por meio de seu Escritório do Programa de Missões Planetárias. Cada missão tem um limite de custo, em um nível mais baixo do que uma missão de Novas Fronteiras ou Programas Flagship da NASA. Como resultado, as missões de descoberta tendem a ser mais focadas em um objetivo científico específico (em vez de servir a um propósito geral).
O Programa de Descoberta foi fundado em 1990 para implementar a política de Daniel Goldin, o Administrador da NASA na época, de missões científicas planetárias "mais rápidas, melhores e mais baratas". Os programas existentes da NASA especificaram os alvos e objetivos da missão com antecedência, então procuraram licitantes para construí-los e operá-los. Em contraste, as missões de descoberta são solicitadas por meio de uma convocação de propostas sobre qualquer tópico científico e avaliadas por meio de revisão por pares. As missões selecionadas são lideradas por um cientista chamado Investigador Principal (PI) e podem incluir contribuições da indústria, universidades ou laboratórios governamentais.
O Programa de Descoberta também inclui Missões de Oportunidade, que financia a participação dos Estados Unidos em espaçonaves operadas por outras agências espaciais (por exemplo, contribuindo com um único instrumento científico). Também pode ser usado para reutilizar uma espaçonave da NASA existente para uma nova missão.
Em 2017, as missões Discovery selecionadas mais recentemente são Lucy e Psyche, a décima terceira e décima quarta missões do programa.

## Missões
- Dawn – A missão Dawn tem a finalidade de orbitar os corpos celestes 4 Vesta e Ceres, que são os dois dos maiores asteroides do Sistema Solar, pertence ao Cinturão de Asteroides, para determinar com detalhes, as características de cada asteroide. O seu lançamento foi em 2006.

- Kepler – A Missão Kepler consiste no lançamento de um telescópio espacial, construído especificamente para monitorar milhares de estrelas semelhantes ao Sol, com a finalidade de detectar planetas que orbitem estas estrelas. Foi lançada em 6 de março de 2009.

- Near Earth Asteroid Rendezvous (NEAR) – Foi a primeira nave espacial deste programa. A sonda foi lançada em 17 de fevereiro de 1996, orbitou com sucesso o asteroide 433 Eros, coletado inúmeros dados científicos do asteroide.

- Mars Pathfinder – Tratou-se de realizar uma aterrissagem em Marte e liberar um veículo explorador sobre a sua superfície. A sonda foi lançada em 4 de dezembro de 1996 e chegou a Marte em 4 de Julho de 1997. Uma série de novas técnicas de exploração foram pela primeira vez, utilizadas com sucesso nessa missão.

- Lunar Prospector – Orbitador Lunar, lançado em 7 de Janeiro de 1998). Pesquisou a Lua por 18 meses, criando mapas detalhados de sua gravidade, de suas propriedades magnéticas e químicas de sua superfície.

- Stardust – Esta sonda teve a finalidade de capturar e trazer amostras do cometa Wild 2, além de poeira interestelar para a Terra. Foi lançada em 7 de fevereiro de 1999.

- Genesis – Teve como missão a captura e a entrega de amostras do vento solar. Foi lançada em 8 de agosto de 2001.

- CONTOUR – Tinha como missão a de orbitar os núcleos de dois cometas distintos. A sonda foi lançada em 3 de julho de 2002, porém pouco tempo depois houve a perda definitiva de comunicações com a sonda e ela foi considerada perdida. (CONTOUR, é um acrônimo em inglês para: Comet Nucleus Tour)

- MESSENGER – Com a missão para orbitar o planeta Mercúrio com a finalidade de pesquisá-lo. Foi lançado em 3 de agosto de 2004. (MESSENGER, é um acrônimo em inglês para: MErcury Surface, Space ENvironment, GEochemistry)

- Deep Impact - Teve como missão a de impactar um módulo impactador contra o cometa Tempel 1. A sonda foi lançada em 12 de Janeiro de 2005 e o impacto ocorreu em 4 de Julho de 2005, que foi registrado por inúmeros observatórios do mundo inteiro.

## Galeria

### Representações artísticas
| Discovery Program  | Discovery Program    | Discovery Program     | Discovery Program | Discovery Program | Discovery Program |
| ------------------ | -------------------- | --------------------- | ----------------- | ----------------- | ----------------- |
|                    |                      |                       |                   |                   |                   |
| NEAR Shoemaker1996 | Mars Pathfinder 1996 | Lunar Prospector 1998 | Stardust 1999     | Genesis 2001      | CONTOUR 2002      |
|                    |                      |                       |                   |                   |                   |
| MESSENGER 2004     | Deep Impact 2005     | Dawn 2007             | Kepler 2009       | GRAIL 2011        | InSight 2018      |
|                    |                      |                       |                   |                   |                   |
| Lucy 2021          | Psyche 2022          |                       |                   |                   |                   |

### Insígnias das missões
Esta seção inclui uma imagem dos patches ou logotipos das missões Discovery, bem como o ano de lançamento.
| Discovery Program  | Discovery Program    | Discovery Program     | Discovery Program | Discovery Program | Discovery Program |
| ------------------ | -------------------- | --------------------- | ----------------- | ----------------- | ----------------- |
|                    |                      |                       |                   |                   |                   |
| NEAR Shoemaker1996 | Mars Pathfinder 1996 | Lunar Prospector 1998 | Stardust 1999     | Genesis 2001      | CONTOUR 2002      |
|                    |                      |                       |                   |                   |                   |
| MESSENGER 2004     | Deep Impact 2005     | Dawn 2007             | Kepler 2009       | GRAIL 2011        | InSight 2018      |
|                    |                      |                       |                   |                   |                   |
| Lucy 2021          | Psyche 2022          |                       |                   |                   |                   |

### Lançamentos
Esta seção inclui uma imagem dos foguetes das missões Discovery, bem como o ano de lançamento.
| Discovery Program   | Discovery Program    | Discovery Program     | Discovery Program | Discovery Program | Discovery Program |
| ------------------- | -------------------- | --------------------- | ----------------- | ----------------- | ----------------- |
|                     |                      |                       |                   |                   |                   |
| NEAR Shoemaker 1996 | Mars Pathfinder 1996 | Lunar Prospector 1998 | Stardust 1999     | Genesis 2001      | CONTOUR 2002      |
|                     |                      |                       |                   |                   |                   |
| MESSENGER 2004      | Deep Impact 2005     | Dawn 2007             | Kepler 2009       | GRAIL 2011        | InSight 2018      |
|                     |                      |                       |                   |                   |                   |
| Lucy 2021           | Psyche 2022          |                       |                   |                   |                   |